# جغرافيا الغابون

خريطة غابون تصنيف كوبن للمناخ.

تقع الغابون على ساحل المحيط الأطلسي من إفريقيا الوسطى. تقع الغابون على خط الاستواء فهي ذات مناخ استوائي ونظام واسع من الغابات المطيرة التي تغطي 85 ٪ من البلاد. هناك ثلاث مناطق متميزة هي: السهول الساحلية (تتراوح ما بين 2-30 كم من شاطئ المحيط)، والجبال (جبال كريستال إلى الشمال الشرقي من ليبرفيل، وكتلة شيلو في الوسط حيث أعلى قممها هي ايبوندجي مونت عند 1575 م) والسافانا شرق البلاد. تشكل السهول الساحلية جزءاً كبيراً من صندوق الحياة البرية العالمي للمناطق الغابات الساحلية الأطلسية الاستوائية الإيكولوجية وتحتوي على بؤر من غابات المنغروف في أفريقيا الوسطى على مصب نهر موني على الحدود مع غينيا الاستوائية.
أكبر نهر الغابون هو أوجوي بطول 1200 كم. تحتوي الغابون على ثلاثة مجالات كارستية حيث توجد المئات من الكهوف في الصخور الكلسية والدولوميت. منها غروت دو لاستورفيل وغروت دو ليبامبا وغروت دو بونغولو وغروت دو كيسيبوغو. كما لا تزال بعض الكهوف مجهولة حتى الآن. زار وفد من ناشيونال جيوغرافيك الكهوف في صيف عام 2008.
تعرف الغابون أيضاً بجهودها الرامية إلى الحفاظ على الطبيعية. في عام 2002 طرح الرئيس عمر بونغو أونديمبا الغابون بقوة على الخريطة كوجهة سياحة سياحة بيئية مستقبلية من خلال تخصيص أكثر من 11 ٪ من أراضي البلاد لتكون جزءاً من نظام الحديقة الوطنية (مع 13 حديقة في المجموع)، وهي واحدة من أكبر النسب من الحدائق المماثلة في العالم. تشمل الموارد الطبيعية: البترول والمغنيسيوم والحديد والذهب واليورانيوم والغابات.
الحدود الدولية للغابون طولها 2551 كم. حدودها مع غينيا الاستوائية (350 كلم)، والكاميرون (298 كم) في اتجاه الشمال، وجمهورية الكونغو (1903 كم) في اتجاه الغرب والجنوب، أما المياه الإقليمية للغابون فتمتد 22 كم داخل المحيط الأطلنطي.

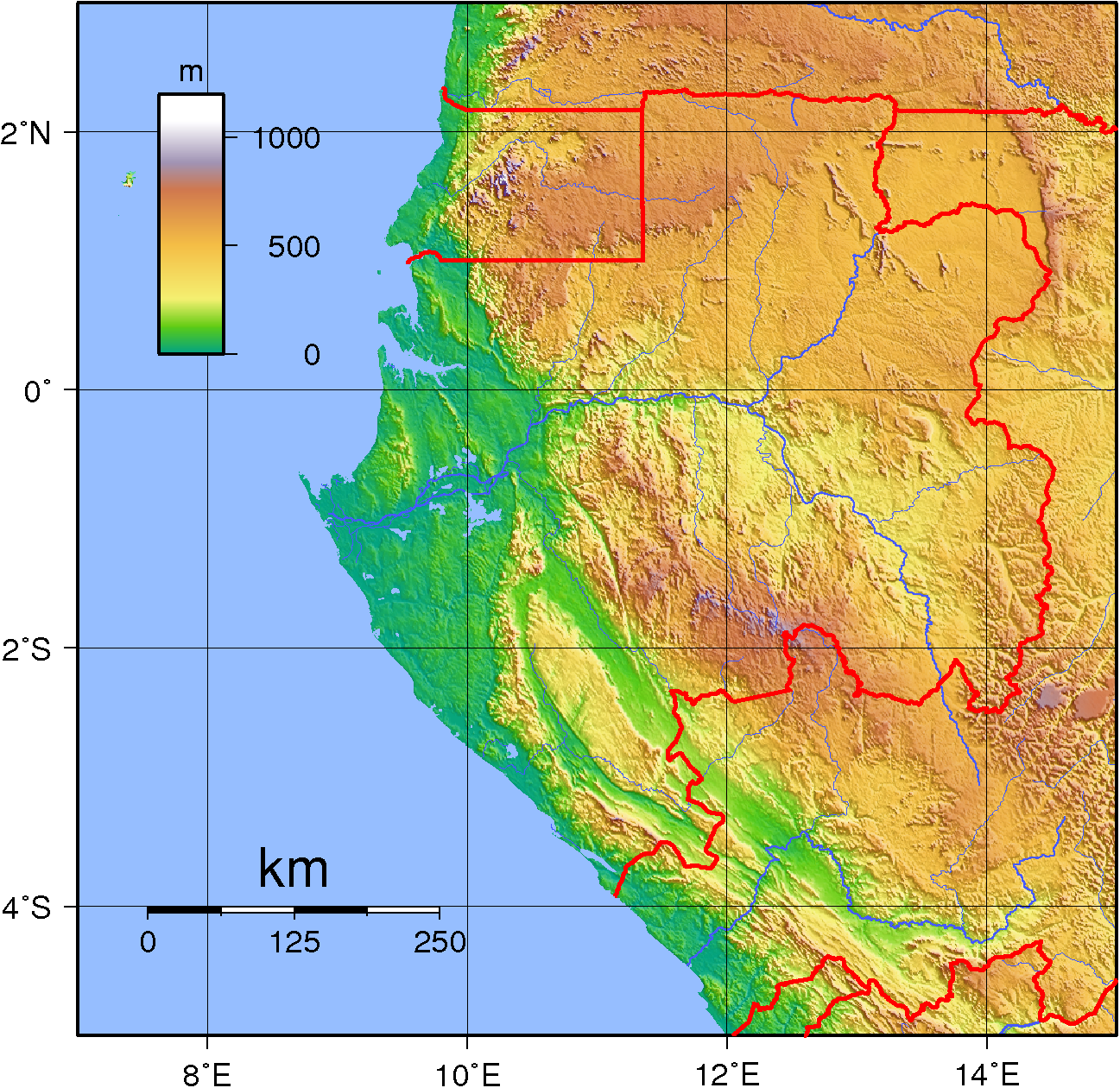
خريطة طبوغرافية للغابون